# Креволадосола
Креволадосола (итал. Crevoladossola) је насеље у Италији у округу Вербано-Кузио-Осола, региону Пијемонт.
Према процени из 2011. у насељу је живело 4216 становника. Насеље се налази на надморској висини од 300 м.

## Становништво
| 1936. | 1951. | 1961. | 1971. | 1981. | 1991. | 2001. | 2011. |
| ----- | ----- | ----- | ----- | ----- | ----- | ----- | ----- |
| 2.360 | 2.677 | 2.701 | 3.329 | 4.650 | 4.606 | 4.695 | 4.726 |